# Rango (soundtrack)
Rango is de originele soundtrack van de gelijknamige film, gecomponeerd door Hans Zimmer. Het album werd op 11 maart 2011 uitgebracht door het platenlabel ANTI-.
Het album bevat de originele filmmuziek van Zimmer en met liedjes van Rick Garcia en Los Lobos. De filmmuziek werd uitgevoerd door een orkest onder leiding van Nick Glennie-Smith. De opnames vonden plaats in de Newman Scoring Stage in Los Angeles. Het muziekstuk "An der schönen blauen Donau" werd uitgevoerd door het symfonieorkest Berliner Philharmoniker en gedirigeerd door Herbert von Karajan. Bryce Jacobs speelde op de gitaar bij het nummer "Rango And Beans" en Arturo Sandoval speelde trompet bij het nummer "Walk Don't Rango".

## Solisten
- Ryeland Allison - Percussie
- George Doering - Gitaar
- Tina Guo - Cello
- David Hidalgo - Gitaar
- Heitor Pereira - Gitaar
- Bryce Jacobs - Gitaar
- Satnam Ramgotra - Percussie
- Arturo Sandoval - Trompet
- Jacob Shea - Synthesizer
- Brian Swartz - Trompet

## Nummers
| Nr. | Titel | Componist(en)                                                        | Duur |
| --- | --- | -------------------------------------------------------------------- | ---- |
| 1   | Welcome Amigo - Rick Garcia                                                                                   |                                                                      | 1:06 |
| 2   | Rango Suite                                                                                                   | Hans Zimmer                                                          | 5:57 |
| 3   | Certain Demise                                                                                                | Heitor Pereira                                                       | 0:23 |
| 4   | Medley: It's A Metaphor Forkboy - Lard                                                                        | Hans Zimmer                                                          | 0:43 |
| 5   | Welcome To Dirt                                                                                               | Hans Zimmer                                                          | 0:58 |
| 6   | Name's Rango                                                                                                  | Hans Zimmer                                                          | 1:31 |
| 7   | Lizard For Lunch - Jose Hernandez, Anthony Zuniga & Robert Lopez                                              | Hans Zimmer                                                          | 1:26 |
| 8   | Stuck In Guacamole                                                                                            | Heitor Pereira                                                       | 0:21 |
| 9   | Underground                                                                                                   | Hans Zimmer                                                          | 3:18 |
| 10  | We Ride, Really!                                                                                              | David Thum & John Thum                                               | 0:50 |
| 11  | Rango And Beans                                                                                               | Hans Zimmer                                                          | 1:04 |
| 12  | Medley: Bats Rango Theme Ride Of The Valkyries An Der Schönen Blauen Donau, OP. 314 - Berliner Philharmoniker | Hans Zimmer David Thum & John Thum Richard Wagner Johann Strauss jr. | 4:28 |
| 13  | The Bank's Been Robbed - Rick Garcia                                                                          |                                                                      | 0:22 |
| 14  | Rango Returns                                                                                                 | Hans Zimmer                                                          | 1:16 |
| 15  | La Muerte A Liegado - Rick Garcia & George DelHoyo                                                            |                                                                      | 0:44 |
| 16  | It's A Miracle!                                                                                               | Hans Zimmer                                                          | 1:57 |
| 17  | El Canelo - Los Lobos                                                                                         |                                                                      | 0:44 |
| 18  | The Sunset Shot                                                                                               | Hans Zimmer                                                          | 0:53 |
| 19  | Walk Don't Rango - Los Lobos featuring Arturo Sandoval                                                        | David Thum & John Thum                                               | 2:47 |
| 20  | Rango Theme Song - Los Lobos                                                                                  | David Thum & John Thum                                               | 3:29 |